# آلف لاگسن
آلف لاگسن (نروژی: Alf Lagesen; ۲۴ ژوئن ۱۸۹۷ – ۱۳ فوریهٔ ۱۹۷۳) بازیکن فوتبال اهل نروژ بود.
وی همچنین در تیم ملی فوتبال نروژ بازی کرده‌است.